# Les Sirènes et Ulysse
Ne doit pas être confondu avec Ulysse et les Sirènes (Waterhouse).
Les Sirènes et Ulysse (The Sirens and Ulysses) est une peinture de l'artiste anglais William Etty, exposée pour la première fois en 1837. Elle représente une scène tirée de l’Odyssée d'Homère dans laquelle Ulysse, personnage principal du récit, résiste à la chanson envoûtante des sirènes en se faisant attacher par son équipage tandis qu'on leur ordonne de se boucher les oreilles pour ne pas entendre le chant.
Alors que traditionnellement les sirènes avaient été décrites comme des chimères homme-animal, Etty les décrit comme des jeunes femmes nues, sur une île parsemée de cadavres en décomposition. Le tableau divise l'opinion au moment de sa première exposition, avec quelques critiques l'admirant alors que d'autres l'ont ridiculisé comme insipide et désagréable. Peut-être en raison de sa taille exceptionnellement grande, 297 × 442,5 cm, l'œuvre échoue à trouver acheteur. Elle est toutefois acquise un an plus tard à un prix d'aubaine par le marchand de Manchester, Daniel Grant. Celui-ci meurt peu de temps après, et son frère donne Les Sirènes et Ulysse à l'Institution royale de Manchester (IRM).
Le tableau est peint en utilisant une technique expérimentale et commence à se détériorer dès qu'il est terminé. Il est affiché dans une grande exposition de Londres sur l'œuvre artistique d'Etty en 1849 et à l'Exposition des trésors artistiques de 1857 à Manchester, mais est alors considéré dans une condition trop fragile pour l'exposition publique continue et est placé dans les archives de l'IRM. Les travaux de restauration commencent en 2003, et en 2010, la peinture est exposée à la Manchester Art Gallery, après plus de 150 ans d'entreposage.